# تپه ازنهری
تپه ازنهری مربوط به دوره اشکانیان است و در شهرستان نهاوند، بخش خزل، روستای ازنهری واقع شده و این اثر در تاریخ ۲۴ اسفند ۱۳۸۳ با شمارهٔ ثبت ۱۱۴۳۳ به‌عنوان یکی از آثار ملی ایران به ثبت رسیده است.